# 強尼·蓋瑞特
強尼·蓋瑞特（Johnny Garrett，1963年12月24日—1992年2月11日）是一個美國的少年死刑犯，被控於1981年10月31日強暴並殺害一名修女，為76歲的塔代亞·賓士（Tadea Benz）。

## 被捕及行刑
在他被逮捕後，強尼的自我辯護引起司法精神病學家桃樂絲·路易絲（Dorothy Otnow Lewis）注意。桃樂絲觀察後發現，強尼有嚴重的童年創傷和腦損傷，以及解離性人格疾患（即多重人格）。其中一個人格「艾倫」向桃樂絲描述強暴的過程，但仍重複否認犯下殺人案。桃樂絲依據這段「自白」在她的著作中認為，「強尼·蓋瑞特」的兩個人格「強尼」和「艾倫」一個只想要性，另一個卻想強暴眼前的受害者。但因為沒有詳細交待犯罪過程，事後再詢問時強尼仍堅持自己是清白的。他否認曾做出上述的供述，也沒有留下任何關於供述的記錄。
強尼自被捕到臨死之前都堅持自己是清白的，他的母親也要求將在命案現場發現的DNA送驗，以證明自己兒子的清白。但德克薩斯州卻拒絕了，甚至還威脅要起訴蓋瑞特家。
2004年3月，強尼被處決後的第11年，當年留在塔代亞案現場的冷凍DNA證明萊昂西奧·佩雷斯·魯埃達（Leoncio Perez Rueda）才是強暴犯，而且還證明他殺了另一起命案的受害者納妮雅·巴克斯·布萊森（Narnie Box Bryson）和另一個老人阿瑪里洛（Amarillo），其中阿馬里洛案就發生在塔代亞案的4個月前。
由於阿馬里洛案發生後又發生了塔代亞案，因此檢調單位懷疑這兩起命案可能為同一人所為。他們在命案現場發現一件兇手留下的白襯衫和後來被證實是魯埃達所有的黑色鬈髮。先前在塔代亞房裡發現的未知指紋也被證實是魯埃達所有。另外的證據還包括兩起命案的受害人，身上受的傷是同一刀器所為，甚至還有目擊證人指出曾出命案發生前看到有一個穿著白襯衫的黑皮膚男子出現在命案現場。
魯埃達原本是因布萊森案被捕，但在移送德州後不久就在偵訊中坦承他不只殺了布萊森，還殺了阿瑪里洛與一名修女。之後拍攝強尼·蓋瑞特自被捕到被處死這一段時間的記錄片時，他也在鏡頭前坦承不諱，並表示他認得警方當年拍的照片裡的那件白襯衫。
強尼·蓋瑞特「犯案」時年僅17歲，而且還有輕度智能障礙，輿論為此強力抨擊德州政府，竟然處決一名弱智少年，更何況這名少年根本無罪。強尼死前的最後一句遺言是：「我要感謝我的家人愛我、照顧我。其他人可以來親我的屁股，因為我是無罪的。」在強尼被處決後13年，2004年，美國最高法院在羅珀訴西蒙斯案中禁止對犯案時未滿18歲的犯罪者執行死刑，並形成判例。從此美國將不再有少年死刑犯。